# Rial (Paderne de Allariz)
Rial (llamada oficialmente O Rial) es una aldea situada en la parroquia de Mondongo, del municipio español de Paderne de Allariz, en la provincia de Orense, Galicia.

## Demografía
| Gráfica de evolución demográfica de Rial entre 2000 y 2023 |
|                                                            |
| Datos según el nomenclátor publicado por el INE.           |